# Calodia longispina
Calodia longispina är en insektsart som beskrevs av Li och Wang 1992. Calodia longispina ingår i släktet Calodia och familjen dvärgstritar. Inga underarter finns listade i Catalogue of Life.